# Nikolaus Gerhaert
Nikolaus Gerhaert, detto Nikolaus von Leyden (Leida, 1420 – Vienna, 11 giugno 1473), è stato uno scultore olandese.

## Biografia

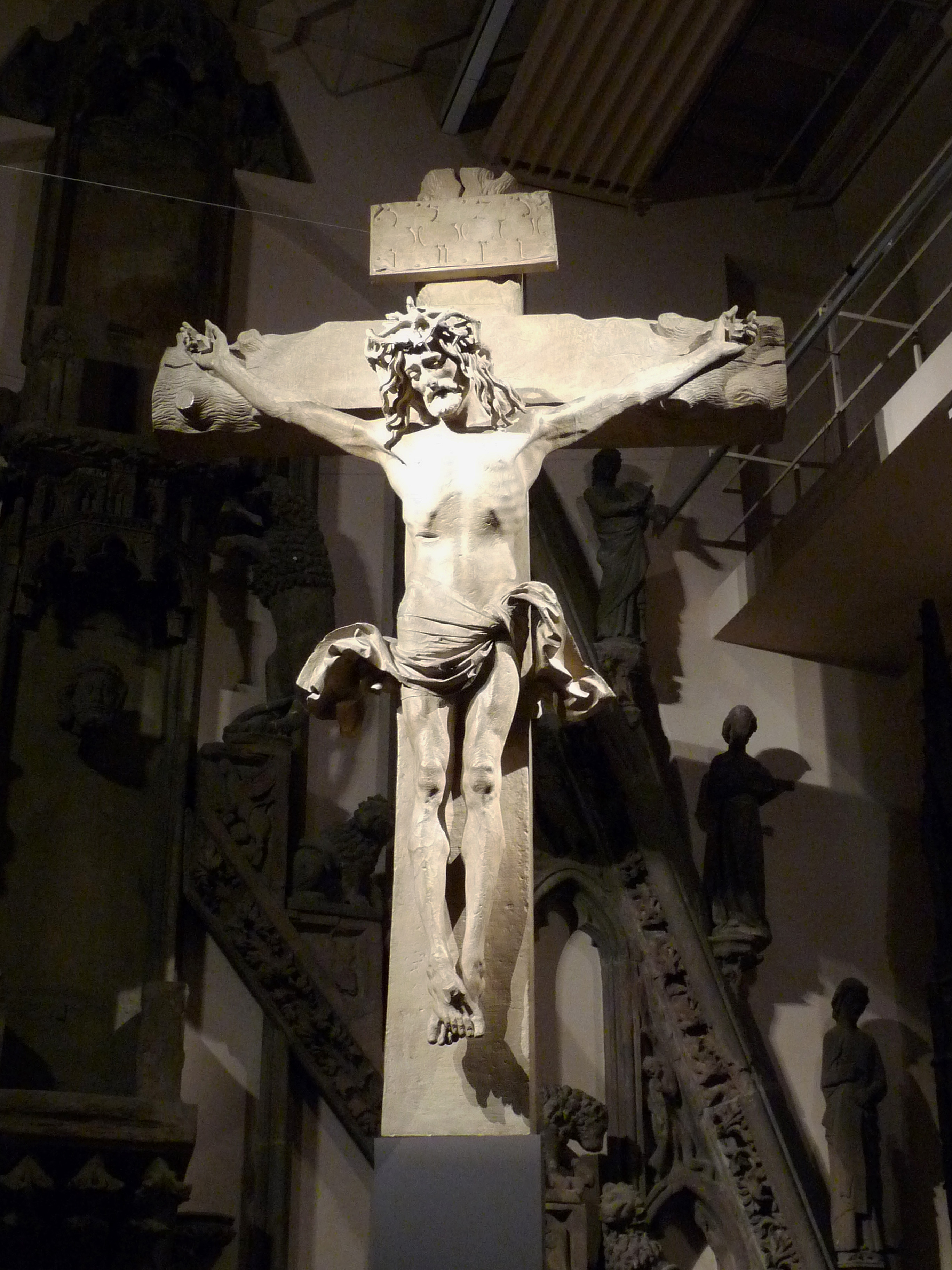
Crocifisso nella Collegiata di Baden-Baden, 1467.

Lavorò soprattutto in Germania - si hanno informazioni certe dei suoi soggiorni a Treviri, Strasburgo, Costanza e Vienna, tra il 1462 e il 1473. Viene considerato dai critici d'arte come uno degli scultori più importanti e significativi tra quelli operanti in Germania nel XV secolo,
capace di espandere la sua influenza su tutti i movimenti plastici ben oltre il Cinquecento, sia per contatti diretti o indiretti, sia per suggestioni, manifeste o celate.
 Le ben poche notizie riguardanti le sue origini, la sua formazione, la sua carriera, sono solo in parte compensate dalla firma e dalla datazione di alcune sue opere.
Quello che si può ricavare dallo studio stilistico delle sue sculture, è che Gerhaert fu dotato di una cultura impetuosa, fremente, connessa ad un ampio numero di esperienze e di relazioni artistiche tradizionali e passate, ma rivisitate, rinnovate e ripresentate all'interno delle correnti più creative a lui contemporanee.
Se la nascita a Leida non delinea gli elementi della sua formazione, alcune influenze e derivazioni stilistiche di Gerhaert si possono far risalire sia all'elevatezza di spirito e volitiva, all'autenticità, alla tendenza monumentale di Claus Sluter, sia all'analisi interiore, alla meditazione, al Realismo innovativo e introspettivo di Jan van Eyck, sia all'ingegno di Rogier van der Weyden e un po' meno al distacco contemplativo di quest'ultimo.
Tra le opere sottoscritte da Gerhaert si possono annoverare: la lapide tombale dell'arcivescovo Jacob von Sierck (1462), ora al Museo Diocesano di Treviri; i busti di Profeta e Sibilla, al Museo di Strasburgo e alla Galleria di scultura di Magonza; l'epitaffio di Conrad von Busang (1464), nella Cattedrale di Strasburgo; un Crocifisso in pietra per il cimitero di Baden-Baden (1467), oggi nella Collegiata; la lastra tombale di Federico III (1469) con la figura dell'imperatore in rilievo, nel Duomo di Vienna.
Tra le attribuzioni universalmente accettate e condivise dai critici d'arte si elencano il gruppo della Vergine e sant'Anna col Figlio dei Musei di Berlino e il magnifico Autoritratto intitolato Buste d'homme accoudé del Museo di Strasburgo, considerato uno dei punti più alti della scultura: sconvolgente per il totale sovvertimento di ogni formula, per l'intensità ed una profondità dell'indagine interiore che trascende il proprio tempo storico, raggiungendo il Barocco per le risoluzioni ma anche per i quesiti formali e psicologici, oltre che l'Ottocento per l'intensa partecipazione umana.